# Nieuwsaksische Schrijfwijze
De Nieuwsaksische Schrijfwijze (Nedersaksisch: Nysassiske Skryvwyse, NSS) is een spellingsrichtlijn voor het hele Nedersaksische taalgebied, voor zowel de Nederlandse als de Duitse kant van de grens. Terwijl veel andere Nedersaksische spellingen kijken naar correcte weergave van lokale uitspraak, heeft de NSS maximale wederzijdse leesbaarheid en duidelijkheid als doel.
Voordelen van deze spelling zijn onder meer:
- ondubbelzinnigheid
- wederzijdse leesbaarheid
- gelijkheid voor alle dialecten aan weerszijden van de grens
- vrijheid om eigen persoonlijke uitspraak te gebruiken
- herkenbaar woordbeeld over alle dialecten
- herkenbare taalweergave

De NSS kan worden gezien als een uitgebreide versie van de Algemeyne Schryvwys’ (Algemene Schrijfwijze) van Reinhard Franz Hahn, die nu ook geschikt is gemaakt voor andere, niet-Noord-Nedersaksische varianten. De NSS neemt ook onderdelen van andere op uitspraak gebaseerde spellingsvoorschriften en de Middelsaksische spelling uit de Hanzetijd.
Deze spelling is opgesteld door de "warkgruppe AS 2.0" (werkgroep AS 2.0), een groep taalliefhebbers van de Veluwe en Twente in Nederland en uit Oost-Westfalen en Sleeswijk-Holstein in Duitsland.

## Doel en achtergrond
Doel van de Nieuwsaksische Schrijfwijze is versimpeling en stimulans van grensoverschrijdende communicatie. Dit wordt bereikt door een middenweg te zoeken en woorden van hun lokale uitspraakmarkeringen te ontdoen.
Terwijl de meeste mensen aan beide kanten van de grens vaak het credo "schrijf het zoals je het uitspreekt" aanhouden (wat meestal inhoudt: "schrijf het alsof het Nederlands of Duits is."), helpt de NSS de taal schrijven zodat het begrijpelijk is voor mensen die niet bekend zijn met de Nederlandse of Duitse manier van schrijven. Lezers mogen hun eigen uitspraak toepassen.
Huidige Nedersaksische spellingsregels volgen meestal ofwel Hoogduitse of Standaardnederlandse spellingsvoorschriften, met kleine aanpassingen om lokale Nedersaksische uitspraak tegemoet te komen. Weinig mensen houden zich hier strikt aan of weten überhaupt van het bestaan van deze spellingsvoorschriften af.
Duitsers gebruiken meestal een spelling gebaseerd op het Hoogduits, terwijl Nederlanders het Nedersaksisch vanuit het Standaardnederlands benaderen. Dit hindert wederzijds leesbegrip onnodig. Beide spellingssystemen zijn niet ontworpen voor de Nedersaksische taal, waardoor er gaten ontstaan die schrijvers naar eigen inzicht en creativiteit opvullen. Aan de Nederlandse kant resulteert dat vaak in een keur aan diakritische tekens en dubbele of zelfs driedubbele klinkerreeksen.

## Voorbeeld
Het volgende voorbeeld uit Twents-Nedersaksisch toont het verschil van de NSS in vergelijking met andere, min of meer algemeen aanvaarde schrijftradities, zoals de Sass'sche Schriefwieze (Sass, bedoeld voor Noord-Nedersaksisch in Duitsland) en de Standaard Schriefwieze (bedoeld voor het Twents in Nederland).
- Nederlands: "De soldaat schreef aan zijn moeder dat hij snel thuis zou zijn."
- Twents, in Sass: "Den Suldaat schreev an sien Moder, dat he gau wedder to Huus kömm."
- Twents, in de Standaard Schriefwieze: "'n Soldoat skreef an zien moo dat e gauw wier thoes köm."
- Twents, in de NSS: "Den soldåt skreev an syn moder dat hee gauw wyr te huus köm."

## Vormen
De Nieuwsaksische Schrijfwijze kan zowel breed als nauw worden toegepast. Enerzijds is er de overregionale maximale versie, waarin alle gesproken verschillen van alle dialecten zijn opgenomen. Anderzijds is er een reeks minimale versies, waarin bepaalde grafemen kunnen worden samengevoegd als de uitspraak van bepaalde klanken in een respectievelijk dialect is samengesmolten.
De Nieuwsaksische Schrijfwijze heeft drie hoofdprincipes:
- etymologie
- gelijkvormigheid
- open en gesloten lettergrepen

en een aantal andere eigenschappen, die hieronder worden genoemd.

## Principe 1: etymologie
In de maximale versie bepaalt de etymologie hoe een woord gespeld wordt. In de regionale minimale versies kan er van de etymologische spelling worden afgeweken, bijvoorbeeld in een dialect waar historisch verschillende fonemen tot een foneem versmolten zijn.

### E-apocope
De e, die vanwege e-apocope in de noordelijke dialecten en in de dialecten rond het IJsselmeer wegvalt, blijft in schrift behouden. Dit vermindert de optische verschillen tussen de noordelijke en zuidelijk dialecten. Bovendien biedt dit een simpele en systematische oplossing voor de weergave van eindklankverscherping van klinkers in de noordelijke dialecten: wyse = [vi::z], breyve = [brɛ:ɪ̯v].

## Principe 2: gelijkvormigheid
Het principe van gelijkvormigheid betekent dat een woord waar mogelijk dialectintern en interdialectaal constant op dezelfde wijze geschreven wordt.

### Eindklankverscherping
Aan het einde van een lettergreep worden obstruenten regelmatig stemloos. Dit hoeft in schrift niet te worden weergegeven. Men schrijft dus: tyd - tyden (en niet Tiet - Tieden zoals dat in de SASS gebeurt) en skryven - skrivt (en niet zoals in het Nederlands schrijven - schrijft).

### Assimilaties
Regelmatige assimilaties worden niet in schrift weergegeven. Men schrijft dus: bild - bilder, hand - handen/hände, ölven, seggen etc.

### Uitzonderingen
Grondwoorden die op s, sj of een andere sibilant eindigen vormen een uitzondering hierop. Hier vervalt dat s van het achtervoegsel -st: nervöös → up't nervööst, duusjen → du duusjt.

## Principe 3: open en gesloten lettergrepen

### Klinkerlengte
Een lange monoftong wordt in een open lettergreep met een enkel teken geschreven, in een gesloten lettergreep dubbel. Men schrijft dus: maken - maakt, good - gode.

### Uitzonderingen
De letters e, y en å vormen een uitzondering hierop:
- een lange e kan ook in een beklemtoonde open lettergreep dubbel geschreven worden. Dat geldt vooral bij woorden met één lettergreep. Zo kan men bijvoorbeeld as alternatief op het noordelijke sey (DE See, NL zee) in de zuidelijke dialecten see schrijven.
- y staat altijd voor een lange klinker, dit maakt het verdubbelen in gesloten lettergreep overbodig. Men schrijft dus: hyr en myn en niet hyyr of myyn.
- ook de å staat altijd voor een lange klinker en zo is ook hier het verdubbelen in gesloten lettergreep overbodig. Men schrijft dus: stån en gån en niet ståån of gåån.

### Medeklinkers aan het woordeinde
In de NSS is er geen medeklinkerverdubbeling aan het einde een woord, zoals dat in het Hoogduits gebeurt. Men schrijft dus: kan, nat en wil en niet kann, natt en will zoals SASS.

## Verdere eigenschappen

### Aanpassen van leenwoorden en vreemde woorden
Leenwoorden, die niet meer als vreemd herkend worden, worden conform de uitspraak geschreven. Bij vreemde woorden blijft de spelling dichter bij de spelling van de herkomsttaal, indien deze in het Latijnse alfabet geschreven wordt. Vreemde woorden worden in het Nedersaksisch in de volgende gevallen echter ook aangepast:
- Het principe van open en gesloten lettergrepen: lange klinkers in gesloten lettergreep worden ook in vreemde woorden met twee letters geschreven, bijvoorbeeld: kanaal, systeem en kultuur.
- c wordt k bij de uitspraak /k/ en blijft c bij de uitspraak /ts~s/, bv. konferens(y) en kakao, maar citrone en centrum.
- cc wordt ks bij de uitspraak /ks/ (aksent, aksepteren) en kk bij de uitspraak /k/ (akkumuleren, akkoord).
- qu wordt bij de uitspraak /kv/ vervangen door kw, bv. kwaliteyt en frekwens(y).
- bij de uitspraak /k/ wordt qu over het algemeen k, zoals in karantäne. Bij eigennamen en locaties kan de spelling met qu behouden blijven, bv. Quebec.
- th en ph worden geschreven als t en f, men schrijft dus: teory, tema, telefoon en foto.
- x wordt ks, zoals in eksempel en kontekst.

### Hoofdlettergebruik bij zelfstandige naamwoorden
Hoofdletters worden alleen toegepast aan het begin van een zin en bij namen van personen en landen. Andere zelfstandige naamwoorden en bijvoeglijke naamwoorden krijgen geen hoofdletter - ook afleidingen van landen krijgen geen hoofdletters.

### Interpunctie
- Het gebruik van komma's volgt de grammatica. Een komma wordt geplaatst tussen deelzinnen, bijvoorbeeld [hoofdzin, hoofdzin] of [hoofdzin, bijzin]. Wanneer het een korte deelzin betreft (~twee woorden), kan de komma weggelaten worden. Uitzonderingen: bij de vervoegingen un/en en or/oder/of wordt geen komma geplaatst.
- Aanhalingstekens staan voor en achter een woord of zin en worden bovenaan geplaatst. Mogelijk zijn: "...", “...” en ”...”.

## Concreet grafeemgebruik
Bij de medeklinkers zijn er geen noemenswaardige verschillen op foneemniveau tussen de dialecten. Hier kan de overregionale spelling zonder grote problemen op alle dialecten worden toegepast.
Bij de klinkers zorgen dialectspecifieke uitzonderingen ervoor dat grafemen interdialectaal niet zomaar rechtstreeks overgenomen kunnen worden. Hier zijn een aantal kleinere aanpassingen voor enkele dialecten of dialectgroepen noodzakelijk.

### Medeklinkers

#### Plosieven
| Grafeem | Gaat terug op Oudsaksisch | Voorbeelden: | Oudsaksisch        | Overregionale Nieuwsaksische Schrijfwijze        | SASS (DE-Noord-Nedersaksisch) | Gronings (NL-Noord-Nedersaksisch) | Münsterlands (DE-Westfaals) | Standaard Schriefwieze (Twents, NL-Westfaals) | Nederl. cognaten    | Duitse cognaten   |
| ------- | ------------------------- | ------------ | ------------------ | ------------------------------------------------ | ----------------------------- | --------------------------------- | --------------------------- | --------------------------------------------- | ------------------- | ----------------- |
| p       | p                         |              | panna opan ūp, upp | panne oapen up                                   | Pann apen up, op              | paan, pane open op                | Pan uopen up                | panne oopn op                                 | pan open op         | Pfanne offen auf  |
| b       | b                         |              | beki berg          | beake, bekke berg, barg                          | Beek Barg                     | baarg                             | Biëk Biärg                  | bekke bearg                                   | beek berg           | Bach Berg         |
| t       | t                         |              | tīd lātan fat      | tyd låten vat                                    | Tiet laten Fatt               | tied loaten vat                   | Tied laoten Fat             | tied loatn vat                                | tijd laten vat      | Zeit lassen Fass  |
| d       | d + th                    |              | thiustri mōdar rād | düüster moder råd                                | düüster Moder Raat            | duuster mouder road               | düüster Moder Raod          | duuster moder road                            | duister moeder raad | düster Mutter Rat |
| k       | k                         |              | kind brekan ik     | kind breaken, brekken Westföälsk ouk: braeken ik | Kind breken ik                | kind breken ik                    | Kind briäken ik             | keend brekn ik                                | kind breken ik      | Kind brechen ich  |
| g       | g                         |              | grōni seggian slag | gröön seggen slag                                | gröön seggen Slag             | greun, gruin zeggen slag          | gröön säggen Slag           | greun zegn slag                               | groen zeggen slag   | grün sagen Schlag |

#### Fricatieven
| Grafeem | Gaat terug op Oudsaksisch | Voorbeelden: | Oudsaksisch                | Overregionale Nieuwsaksische Schrijfwijze                      | SASS (DE-Noord-Nedersaksisch) | Gronings (NL-Noord-Nedersaksisch) | Münsterlands (DE-Westfaals) | Standaard Schriefwieze (Twents, NL-Westfaals) | Nederl. cognaten           | Duitse cognaten              |
| ------- | ------------------------- | ------------ | -------------------------- | -------------------------------------------------------------- | ----------------------------- | --------------------------------- | --------------------------- | --------------------------------------------- | -------------------------- | ---------------------------- |
| w       | w + hw                    |              | hwanēr wind werold         | woneyr, woneer wind werld, wearld                              | wonehr Wind Welt              | wanneer wind wereld               | wän Wind Wiält              | wonneer weend weerld                          | wanneer wind wereld        | wann Wind Welt               |
| wr      | wr                        |              | wrāka wrīvan               | wråke wryven                                                   | Wraak wrieven                 | vroak vrieven                     |                             | wroake wrievn                                 | wraak wrijven              | Rache reiben                 |
| v       | f + v                     |              | findan fugal biovan liof   | vinden voagel, vuggel westföälsk ouk: vuagel boaven leyv, leev | finnen Vagel baven leef       | vinden vogel boven laif           | finnen Vuëgel buowen laiw   | veendn voggel, vogel boavn leef               | vinden vogel boven lief    | finden Vogel oben lieb       |
| s       | s + hs                    |              | sand storm wīsian mūs fohs | sand storm wysen muus vos                                      | Sand Storm wiesen Muus Voss   | zaand störm wiezen moes vos       | Sand Stuorm wisen Muus Fos  | zaand stoarm wiezn moes vos                   | zand storm wijzen muis vos | Sand Sturm weisen Maus Fuchs |
| sk      | sk                        |              | skip wiskian flēsk         | skip wisken vleysk, vleesk                                     | Schipp wischen Fleesch        | schip wissen vlees                | Schip wisken Fleesk         | schip wisken vleis                            | schip wissen vlees         | Schiff wischen Fleisch       |
| sj      | (/ʃ~s/ in leenwoorden)    |              |                            | sjokolade duusj(e)                                             | Schokolaad Duusch             | sukkeloaden does                  | Schokelaor                  | sokkelaa does                                 | chocolade douche           | Schokolade Dusche            |
| j       | j                         |              | jukkian jār                | jöäken, jokken, jökken jår                                     | jöken Johr                    | jeuken joar                       | jocken Jaor                 | jökn joar                                     | jeuken jaar                | jucken Jahr                  |
| h       | h                         |              | hebbian hūd                | hebben huud, hüüd                                              | hebben Huut                   | hebben hoed, huud                 | häbben Huut                 | hebn hoed                                     | hebben huid                | haben Haut                   |

#### Sonoranten
| Grafeem | Gaat terug op Oudsaksisch | Voorbeelden: | Oudsaksisch                   | Overregionale Nieuwsaksische Schrijfwijze                   | SASS (DE-Noord-Nedersaksisch)  | Gronings (NL-Noord-Nedersaksisch)  | Münsterlands (DE-Westfaals)  | Standaard Schriefwieze (Twents, NL-Westfaals) | Nederl. cognaten             | Duitse cognaten                |
| ------- | ------------------------- | ------------ | ----------------------------- | ----------------------------------------------------------- | ------------------------------ | ---------------------------------- | ---------------------------- | --------------------------------------------- | ---------------------------- | ------------------------------ |
| m       | m                         |              | miluk kuman arm               | melk koamen, kummen westföälsk ouk: kuamen arm              | Melk kamen Arm                 | melk komen, kommen aarm            | Miälk, Melk kuëmen Arm       | melk komn aarm                                | melk komen arm               | Milch kommen Arm               |
| n       | n + hn                    |              | hnut naht winnan hlōpan       | nut, noat, nöät(e) westföälsk ouk: nuat nacht winnen loupen | Nutt, Nööt Nacht winnen lopen  | neut nacht winnen lopen            | Nuët Nacht winnen laupen     | not, noot nacht winn loopn                    | noot nacht winnen lopen      | Nuss Nacht gewinnen laufen     |
| l       | l + hl                    |              | hlōpan līthan fallan kald wal | loupen lyden vallen kold wal                                | lopen lieden fallen koolt Wall | lopen lieden valen kòld waal, wale | laupen liden fallen kolt Wol | loopn liedn valn koald wal                    | lopen lijden vallen koud wal | laufen leiden fallen kalt Wall |
| r       | r + hr                    |              | hrōpan rīki lērian ovar       | ropen ryk leyren, leren, lyren öäver, oaver                 | ropen riek lehren, lihren över | roupen riek leren over             | ropen riek läern üöwer       | roopn riek leern, learn oaver                 | roepen rijk leren over       | rufen reich lehren über        |

### Klinkers

#### Oude lange klinkers
| Grafeem       | Gaat terug op Oudsaksisch | Proto-Germaans            | Oudsaksisch         | Overregionale Nieuwsaksische Schrijfwijze | SASS (DE-Noord-Nedersaksisch) | Gronings (NL-Noord-Nedersaksisch) | Münsterlands (DE-Westfaals) | Standaard Schriefwieze (Twents, NL-Westfaals) | Nederl. cognaten    | Duitse cognaten     |
| ------------- | ------------------------- | ------------------------- | ------------------- | ----------------------------------------- | ----------------------------- | --------------------------------- | --------------------------- | --------------------------------------------- | ------------------- | ------------------- |
| å             | ā                         | ēƀanđaz đēđiz             | āvand dād           | åvend dåd                                 | Avend Daat                    | oavend doad                       | Aomd                        | oavnd doad                                    | avond daad          | Abend Tat           |
| ey, e / ee    | ē1                        | skērjan~skērō lēʒaz       | skāra kāsi          | skeyre, skere keyse, kese leyg, leeg      | Scheer Kees leeg              | scheer, schere kees, keze leeg    | (Schäer) kaise laig         | scheer kees leeg                              | schaar kaas laag    | Schere Käse         |
| ey, e / ee    | ē2a                       | saip(j)ōn raipan~raipaz   |                     | seype, sepe reyp, reep                    | Seep Reep                     | zaip(e)                           | Sepe Reep                   | zeep, zepe reep                               | zeep reep           | Seife Reif          |
| ey, e / ee, y | ē2b                       | stainaz ƀainan            | stēn bēn            | steyn, steen beyn, been                   | Steen Been                    | stain bain                        | Stene Been                  | steen been                                    | steen been          | Stein Bein          |
| ay, ey        | ē3                        | laiđjanan ʒailaz          | lēdian gēl          | bayde, beyde layden, leyden gayl, geyl    | beide leiden geil             | baaide laaiden gaail              | baide laien gail            | beide leidn geil                              | beide leiden geil   | beide leiten geil   |
| ey, e / ee, y | ē4                        | leuƀaz fleuganan ʒeutanan | liof fliogan giotan | leyv, leev vleygen, vlegen geyten, geten  | leef flegen geten             | laif vlaigen gaiten               | laiw flaigen gaiten         | leef vleegn geetn                             | lief vliegen gieten | lieb fliegen gießen |
| y             | ī                         | ʒlīđanan swīnan           | glīdan swīn         | glyden swyn                               | glieden Swien                 | glieden zwien                     | gliden Swien                | gliedn zwien                                  | glijden zwijn       | gleiten Schwein     |
| o / oo        | ō1                        | fōtz, fōtuz xrōpanan      | fōt hrōpan          | voot ropen                                | Foot ropen                    | vout roupen                       | Foot ropen                  | voot roopn                                    | voet roepen         | Fuß rufen           |
| ö / öö        | laut van ō1               | sōkjanan fōljanan         | sōkian fōlian       | söken völen                               | söken föhlen                  | zuiken, zuken vuilen, vulen       | söken fölen                 | zeukn veuln                                   | zoeken voelen       | suchen fühlen       |
| ou            | ō2                        | ʒrautaz kaupjanan         | grōt kōpian         | grout koupen, köypen                      | groot kopen, köpen            | groot kopen                       | graut kaupen                | groot koopn                                   | groot kopen         | groß kaufen         |
| öy            | umlaut van ō2             | nauđiʒaz                  |                     | nöydig löyper                             | nödig Löper                   | neudeg                            | naidig Laiper               | neudig leuper                                 | nodig loper         | nötig Läufer        |
| u / uu        | ū                         | mūsz skūƀōjanan           | mūs skūvan          | muus skuven(, sküven)                     | Muus schuven                  | moes schoeven(, schuven)          | Muus schuwen                | moes schoevn                                  | muis schuiven       | Maus schieben       |
| ü / üü        | umlaut van ū + iu         | xlūđjanan                 | hlūdian thiustri    | lüden düüster                             | lüden düüster                 | luden duuster                     | lüden düüster               | luden düüster                                 | luiden duister      | läuten düster       |